# Talhadas
Talhadas es una freguesia portuguesa del concelho de Sever do Vouga, con 29,12 km² de superficie y 1.328 habitantes (2001). Su densidad de población es de 45,6 hab/km².